# Жилой дом (улица Глебова, 5)
Жилой дом — памятник архитектуры местного значения в Нежине. Сейчас здесь размещаются «Нежинтеплосети» (абонентский отдел) и Нежинская фитосанитарная служба.

## История
Изначально был внесён в «список памятников архитектуры вновь выявленных» под названием Жилой дом.
Приказом Министерства культуры и туризма от 21.12.2012 № 1566 присвоен статус памятник архитектуры местного значения с охранным № 10009-Чр под названием Жилой дом. Установлена информационная доска.

## Описание
Дом построен в конце 18 века.
Двухэтажный, каменный, оштукатуренный, прямоугольный в плане дом, с двухскатной крышей. Оконные проёмы четырёхугольные, украшенные наличниками. Углы фасад акцентированы пилястрами, завершён карнизом. 